# Форсе
Форсе (фр. Forcé) насеље је и општина у западној Француској у региону Лоара, у департману Мајен која припада префектури Лавал.
По подацима из 2011. године у општини је живело 992 становника, а густина насељености је износила 200,81 становника/km². Општина се простире на површини од 4,94 km². Налази се на средњој надморској висини од 70 метара (максималној 103 m, а минималној 43 m).

## Демографија
| 1962. | 1968. | 1975. | 1982. | 1990. | 1999. | 2011. |
| ----- | ----- | ----- | ----- | ----- | ----- | ----- |
| 267   | 342   | 524   | 635   | 809   | 873   | 992   |

График промене броја становника у току последњих година